# 洋青镇
洋青镇，是中华人民共和国广东省湛江市遂溪县下辖的一个乡镇级行政单位。

## 行政区划
洋青镇下辖以下地区：
洋糖社区、城榄村、水流村、其连村、文相村、竹山村、寮客村、文外村、西埇村、洋青村、陈屋村、古村、芝兰村、桔子树村、胜利村、俩塘村、团结村、槟榔村和姓谢村。